# Boldog, Heves
Boldog  este un sat în districtul Hatvan, județul Heves, Ungaria, având o populație de 3.055 de locuitori (2011). 

## Demografie
Componența etnică a satului Boldog
     Maghiari (91,66%)
     Romi (8,11%)
     Alții (0,23%)
Componența confesională a satului Boldog
     Romano-catolici (72,54%)
     Fără religie (6,97%)
     Reformați (1,34%)
     Necunoscută (18,56%)
     Alte religii (3,34%)
Conform recensământului din 2011, satul Boldog avea 3.055 de locuitori. Din punct de vedere etnic, majoritatea locuitorilor (91,66%) erau maghiari, cu o minoritate de romi (8,11%).  Din punct de vedere confesional, majoritatea locuitorilor (72,54%) erau romano-catolici, existând și minorități de persoane fără religie (6,97%) și reformați (1,34%). Pentru 18,56% din locuitori nu este cunoscută apartenența confesională.